# Henricus Weve

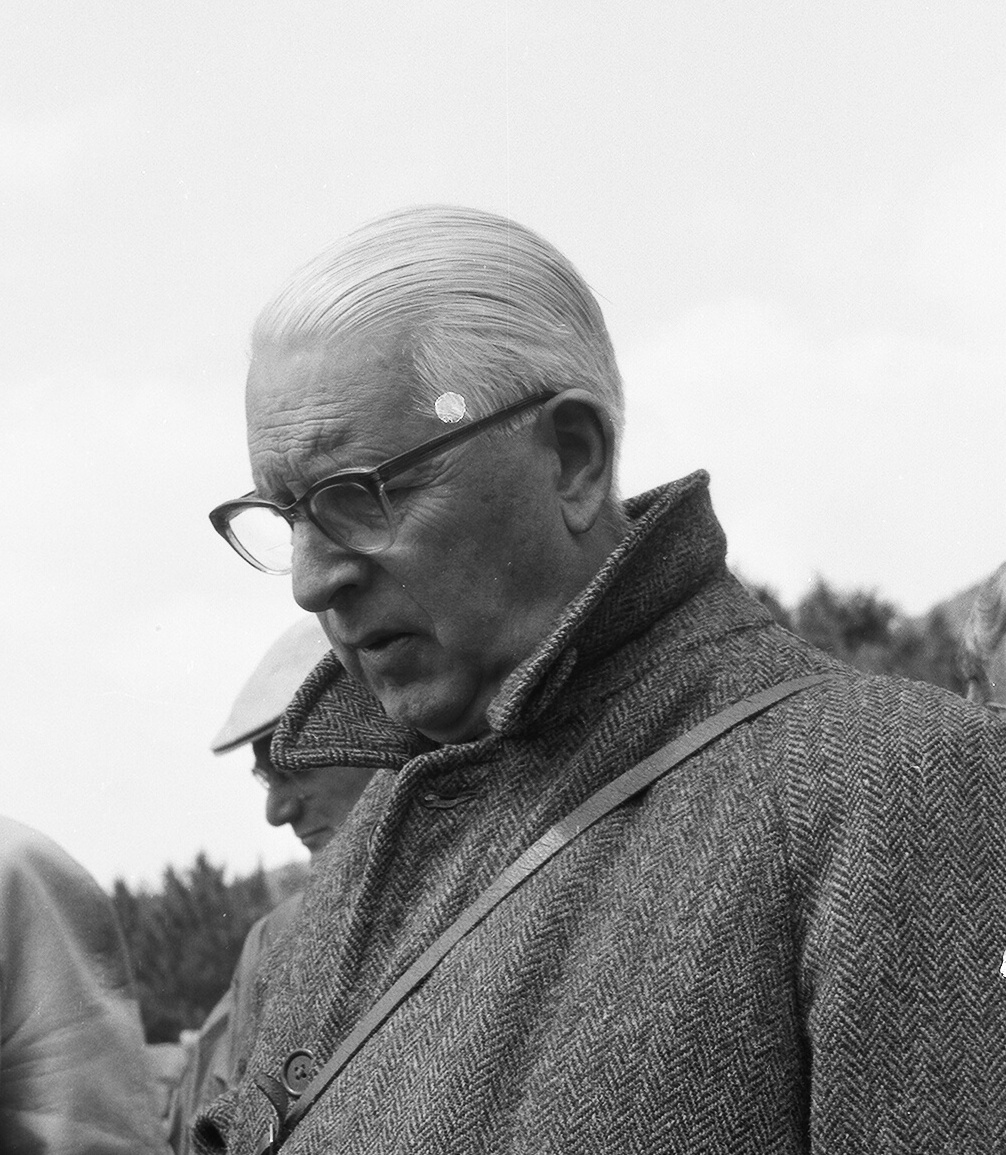
H.J.M. Weve

Henricus Jacobus Marie (Hak) Weve (Nijmegen, 19 april 1888 – Utrecht, 3 januari 1962) was een wetenschapper en hoogleraar in de oogheelkunde.
Weve doorliep het Canisius college in zijn geboorteplaats en studeerde daarna geneeskunde in Amsterdam. Bij hoogleraar Manuel Straub specialiseerde hij zich in de oogheelkunde. In 1916 volgde zijn aanstelling tot eerste geneesheer aan de Inrichting voor Ooglijders in Rotterdam. In 1924 promoveerde hij op Over keratitis urica en andere vormen van jichtig ooglijden. In 1929 werd hij benoemd tot hoogleraar oogheelkunde in Utrecht en tot directeur van het Ooglijdersgasthuis.
Op het internationaal oogheelkundig congres in Scheveningen in 1929 hoorde hij de Zwitser Jules Gonin spreken over oorzaak en behandeling van netvliesloslating, een afwijking die tot dan vrijwel altijd tot blindheid van het betrokken oog leidde. Gonin stelde dat het netvlies weer ging aanliggen als de daarbij voorkomende scheur werd gesloten.
Weve ontwikkelde een methode om de scheur te lokaliseren en te sluiten. Hij werd daardoor wereldwijd bekend en met eerbewijzen overladen.

## Familie
Weve was lid van de familie Weve, opgenomen in het Nederland's Patriciaat, en een zoon van de directeur van Gemeentewerken in Nijmegen ir. Jan Jacob Weve (1852-1942) en Maria Johanna Arnoldina van Heukelum (1855-1927). Hij trouwde in 1916 met Regina Hermina Maria Terwindt (1889-1971), lid van de eveneens in het NP opgenomen geslacht Terwindt, met wie hij vier kinderen kreeg. Hij was een broer van prof. mag. dr. Franciscus Antonius Nicolaas Maria Weve O.P. (1884-1976) en een zwager van burgemeester Louis Eugène Marie van Oppen (1880-1956) en beeldhouwer en kunstschilder Ernst Voorhoeve (1900-1966).